# Tonganosaure
El tonganosaure (Tonganosaurus) és un gènere de dinosaure sauròpode primitiu, similar a l'omeisaure. Es coneix a partir d'un únic espècimen que consisteix en vint vèrtebres, una extremitat anterior i la cintura escapular, i una extremitat posterior completa amb la cintura pelviana parcial. Va viure durant el Juràssic inferior (formació de Yimen) en el que actualment és la Xina.